# Scraptia punctipennis
Scraptia punctipennis es una especie de coleóptero de la familia Scraptiidae.

## Distribución geográfica
Habita en el oeste de África.